# Willy Vanheste
Willy Vanheste (Ramskapelle, 9 november 1938 - Adinkerke, 26 november 2007) was een Belgisch wielrenner en politicus voor sp.a.

## Biografie
Vanheste was in zijn jeugd een tijd wielrenner. Nadat hij enkele wedstrijden als liefhebber had gereden sloot hij zich aan bij de Nieuwelingen. Hier groeide hij door de categorie 'Internationale liefhebbers'. Hij won veel koersen in de spurt, maar kon geen berg op. Hij reed voor onder meer Dr. Mann en Flandria. Na een valpartij op 26-jarige leeftijd was zijn wielercarrière voorbij. Daarna baatte hij een café en fietsenzaak uit. Tevens was hij in 1971 stichter van de wielertoeristenclub Sint-Pieter.
Hij was 44 jaar in dienst bij de RTT. Hier legde hij een gevarieerde loopbaan af, zo was hij vanaf 1954 telegrambesteller in De Panne en vervolgens te Oostende (vanaf 1956). Vervolgens werkte hij als klerk in de telefooncentrales van Lo (vanaf 1962) en later te Veurne (vanaf 1964). In 1998 ging hij daar op pensioen.
Vanheste startte zijn politieke loopbaan in Adinkerke als raadslid van 1971 tot 1976, na de fusie van 1977 zetelde hij in de gemeenteraad van De Panne. Daar was hij eerste schepen van 1983 tot 1988. De volgende legislatuur zat hij in de oppositie. Vanaf 1995 tot bij zijn overlijden bleef hij burgemeester van de Panne. Hij was zijn legislatuur begonnen in 2007 met een comfortabele positie. Zijn VEDA (een samengaan van liberalen en socialisten) haalde 13 van de 21 zetels, CD&V (later CD&VPlus) moest het stellen met zeven en Vlaams Belang met een. Daarnaast was hij 14 jaar raadslid in de provincieraad van West-Vlaanderen.
 In 2006 cumuleerde hij 7 mandaten die alle bezoldigd waren. Vier van deze mandaten waren bij Gaselwest, waar hij bestuurder was en lid van de adviescommissie, het sectorcomité en het directiecomité. De twee andere waren als bestuurder bij Indexis en Eandis.
In 2007 stierf hij ten gevolge van darmkanker op 69-jarige leeftijd. De uitvaartplechtigheid vond plaats in de Sint-Audomaruskerk te Adinkerke en werd bijgewoond door meer dan 1.600 mensen. Hij was gehuwd en vader van drie kinderen. Zijn dochter Ann Vanheste trad in de politieke voetsporen van haar vader. Met haar socialistische lijst De Panne Adinkerke Samen (DAS) behaalde ze ruim 9 van de 21 zetels bij de lokale verkiezingen van 2012.